# 1970年美國聯盟冠軍賽
1970年美國聯盟冠軍賽是美國職棒大聯盟第2屆美國聯盟冠軍賽，該系列賽採5戰3勝制。由美聯東區冠軍巴爾的摩金鶯對決美聯西區冠軍明尼蘇達雙城，最後結果也跟前一年一樣，由金鶯3連勝橫掃雙城晉級世界大賽。

## 概要

### 巴爾的摩金鶯 對 明尼蘇達雙城
巴爾的摩以3勝0負贏得系列賽
| 場次 | 客隊 | 比分  | 主隊 | 日期    | 球場         | 觀眾人數 |
| ---- | ---- | ----- | ---- | ------- | ------------ | -------- |
| 1    | 金鶯 | 10：6 | 雙城 | 10月3日 | 大都會體育場 | 26847    |
| 2    | 金鶯 | 11：3 | 雙城 | 10月4日 | 大都會體育場 | 27490    |
| 3    | 雙城 | 1：6  | 金鶯 | 10月5日 | 紀念體育場   | 27608    |

## 逐場戰況

### 第一場
10月3日，布魯明頓，大都會體育場
| 巴爾的摩金鶯 | 0 | 2 | 0 | 7 | 0 | 1 | 0 | 0 | 0 | 10 | 13 | 0 |
| 明尼蘇達雙城 | 1 | 1 | 0 | 1 | 3 | 0 | 0 | 0 | 0 | 6  | 11 | 2 |
| 勝投： Dick Hall（1–0） 敗投： Jim Perry（0–1） 全壘打： 金鶯：Mike Cuellar（4上,4分）、Don Buford（4上,1分）、布格·波威爾（4上,1分） 雙城：哈蒙·基勒布魯（5下,1分） |   |   |   |   |   |   |   |   |   |    |    |   |

雙方在前兩局互有攻勢，並打成2比2平手。不過金鶯隊在4局上單場擊出3支全壘打，包含Mike Cuellar的滿貫砲在內，打下了7分大局。雖然雙城在5局下靠著哈蒙·基勒布魯的陽春砲帶起反撲氣焰，追回了3分，不過最後金鶯還是以10比6拿下首戰勝利。

### 第二場
10月4日，布魯明頓，大都會體育場
| 巴爾的摩金鶯 | 1 | 0 | 2 | 1 | 0 | 0 | 0 | 0 | 7 | 11 | 13 | 0 |
| 明尼蘇達雙城 | 0 | 0 | 0 | 3 | 0 | 0 | 0 | 0 | 0 | 3  | 6  | 2 |
| 勝投： 戴夫·麥克奈利（1–0） 敗投： Tom Hall（0–1） 全壘打： 金鶯：法蘭克·羅賓森（3上,2分）、Davey Johnson（9上,3分） 雙城：哈蒙·基勒布魯（4下,2分）、湯尼·奧利瓦（4下,1分） |   |   |   |   |   |   |   |   |   |    |    |   |

拿下首戰勝利的金鶯隊，在前四局就拿下四分，給予投手火力支援。而雙城也終於在4局下突破麥克奈利的封鎖，靠著兩支全壘打追回3分，將比賽縮小到一分差。
9局上，金鶯隊單局敲出5支安打再次灌進7分大局。這一局也直接把雙城隊的信心完全擊垮，最後金鶯再以11比3大勝雙城，系列賽拿下2連勝聽牌。

### 第三場
10月5日，巴爾的摩，紀念體育場
| 明尼蘇達雙城                                                                                       | 0 | 0 | 0 | 0 | 1 | 0 | 0 | 0 | 0 | 1 | 7  | 2 |
| 巴爾的摩金鶯                                                                                       | 1 | 1 | 3 | 0 | 0 | 0 | 1 | 0 | X | 6 | 10 | 0 |
| 勝投： 吉姆·帕爾默（1–0） 敗投： 吉姆·卡特（0–1） 全壘打： 雙城：無 金鶯：Davey Johnson（7下,1分） |   |   |   |   |   |   |   |   |   |   |    |   |

聽牌的金鶯隊在前3局就拿下5分，加上先發投手吉姆·帕爾默完投7局送出12次三振，僅被敲出7支安打失1分。最後金鶯6比1贏球，連續兩年闖進世界大賽。

## 外部連結
- 1970 ALCS at Baseball-Reference（页面存档备份，存于）